# ボルトオン
ボルトオン (bolt-on) とは、自動車や機械などに、溶接や切断などの大幅な加工を必要とせず、「ボルト留め」で搭載や交換が出来ると言う意味合いから来た言葉。同様な意味としてレトロフィット(retrofit)という用語があるが、レトロフィットより広義である。
更に、「気軽さ」「手軽さ」と言う意味合いも含めて、「ポン付け」や「ポン載せ（乗せ）」とも言う。
ギター・ベースギターで、ボディーとネックをネジで固定する手法もボルトオンと呼び、ボルトオンネックのギター・ベースはデタッチャブルタイプとも呼ばれる。
元々はFenderの創業者であるレオ・フェンダーが考案・実用化した構造で知られ、代表例としてはFender ストラトキャスターやテレキャスターなどが挙げられる。